# Trefor
Trefor (Masia gran, en gal·lès; també nom gal·lès d'home és un poblet de 1.067 habitants, sumant Llanaelhaearn (capital del municipi) i Trefor, de la costa nord de la península de Llŷn, en el comtat de Gwynedd (Gal·les).
Trefor té un petit port amb un moll del 1912 (el Cei Pren, "moll de fusta", amb els vestigis de l'ús intensiu de quan s'usava per a l'exportació del granit, un hotel, una escola primària i diverses petites platges. El reraplatja és d'argila de morrena, provinent de la darrera glaciació, lentament erosionat pel Mar d'Irlanda.
S'accedeix al poble per la carretera A499. Una companyia d'autobusos, la Clynnog & Trefor uneix, des del 1912, Trefor i Clynnog Fawr amb Pwllheli i Caernarfon i http://www.coachtourismcouncil.co.uk/membersonly/touroperators.asp.
L'Yr Eifl i els turons veïns s'eleven abruptament darrere el poble, amb la pedrera de granit d'Yr Eifl Quarry, oberta el 1850. Un tren minaire de via estreta, el Trefor Quarry railway, fou construït el 1865 per portar la roca de la pedrera a la costa. Progressivament va anar sent reemplaçat pel transport per carretera, i va tancar definitivament el 1960. En l'actualitat, el Granit de Trefor s'usa per fabricar pedres de cúrling considerades de gran qualitat.
Trefor depèn de la comunitat i parròquia de Llanaelhaearn. En el passat, el nom del poble s'ha escrit ocasionalment com a Trevor.